# Filippe Poubel
Filippe Medeiros Poubel (Rio de Janeiro, 26 de abril de 1981) é um empresário e político brasileiro, filiado ao Partido Liberal (PL). Está no segundo mandato como deputado estadual do Rio de Janeiro.
Em 2012, concorreu pelo PSD ao cargo de vereador de Maricá, no qual conquistou 725 votos, não sendo eleito. Em 2016, foi eleito vereador pelo DEM no mesmo município com 1.156 votos. Em 2018, foi eleito deputado estadual pelo PSL com 27.832 votos. Em 2022, foi reeleito com 73.632 votos.
Em dezembro de 2017, quando era vereador, Poubel foi atingido por uma pedra arremessada em sua cabeça enquanto protestava contra o ex-presidente Lula, no dia em que este visitava Maricá.
Poubel foi acusado de agressão duas vezes. Em julho de 2018, sua ex-esposa o acusou de bater na ex-sogra, e sua assessoria chamou a denúncia de "armação petista". Em janeiro de 2022, Poubel foi acusado de agredir um engenheiro em uma boate onde é sócio, em Cabo Frio, e afirmou em nota ter sido provocado e agredido por ele.
Em fevereiro de 2024, votou a favor do fim do afastamento da deputada Lucinha, determinado pelo Tribunal de Justiça do estado por ela ser acusada de possuir ligações com milicianos.
| Ano  | Cargo                               | Partido | Votos  | Resultado  | Ref.  |
| ---- | ----------------------------------- | ------- | ------ | ---------- | ----- |
| 2012 | Vereador de Maricá                  | PSD     | 725    | Não eleito | [ 2 ] |
| 2016 | Vereador de Maricá                  | DEM     | 1.156  | Eleito     | [ 3 ] |
| 2018 | Deputado estadual do Rio de Janeiro | PSL     | 27.832 | Eleito     | [ 4 ] |
| 2022 | Deputado estadual do Rio de Janeiro | PL      | 73.632 | Eleito     | [ 5 ] |